# Прапор Вовковинців
Прапор Вовковинців — офіційний символ смт Вовковинці Деражнянського району Хмельницької області. Затверджений 17 листопада 2017 р. рішенням сесії сільської ради. Автор - І.Д.Янушкевич.

## Опис
Квадратне полотнище поділене горизонтально у співвідношенні 1:3 на жовту і зелену смуги. На верхній смузі три сині восьмипроменеві зірки в ряд, на нижній жовта вовча голова з червоним язиком у вишкіреній пащі, обернена до древка.